# Aliceville Golf Course
Aliceville Golf Course is een golfbaan in Aliceville, in de Amerikaanse staat Alabama. De golfbaan heeft 9 holes en is opgericht in 1965.

## Bron
- (en)  Worldgolf